# Jagdstaffel 31

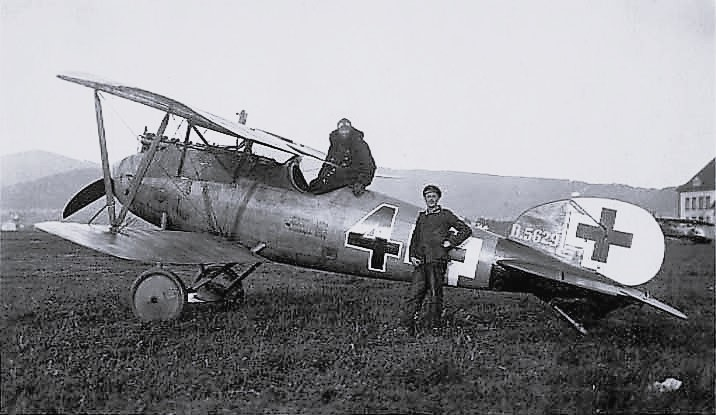
Albatros D.Va (serial D.5629/17)

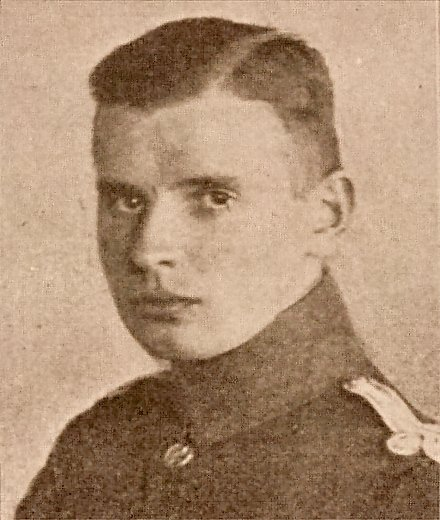
Mieczysław Graszka polski as w Jasta 31

Jagdstaffel 31 – Königlich Preußische Jagdstaffel Nr. 31 – Jasta 31 – jednostka lotnictwa niemieckiego Luftstreitkräfte z okresu I wojny światowej.

## Informacje ogólne
Jednostka została utworzona w grudniu 1916 roku. Organizację eskadry powierzono porucznikowi Wernerowi Albertowi. Została skierowana na front 8 lutego 1917 roku. W czasie całej swojej działalności jednostka walczyła na froncie zachodnim na samolotach Albatros D.V. Stacjonowała na lotnisku pod Mars-sous-Bourcq w Alzacji.
Pierwsze zwycięstwo piloci eskadry odnieśli w dniu 3 marca 1917 roku. Jasta 31 w całym okresie wojny odniosła 35 zwycięstw w tym 5 balonów obserwacyjnych. W okresie od lutego 1917 do listopada 1918 roku jej straty wynosiły 9 zabitych w walce, 2 zabitych w wypadku, 6 rannych.
Łącznie w jednostce służyło 5 asów myśliwskich: Mieczysław Garsztka (6), Alwin Thurm (4), Fritz Jacobsen (2), Richard Wenzl (1), Kurt Jacob (1).

## Dowódcy Eskadry
| Stopień   | Nazwisko          | Okres                   |
| --------- | ----------------- | ----------------------- |
| Porucznik | Werner Albert     | xx.12.1916 – 10.05.1917 |
| Porucznik | Gunther Viehweger | 10.05.1917 – 06.09.1917 |
| Porucznik | Werner Zech       | 06.09.1917 – 18.05.1918 |
| Porucznik | Robert Blumenbach | 18.11.1917 – 02.10.1918 |
| Kapitan   | Eduard Seldner    | 02.10.1918 – 11.11.1918 |